# Rypoš lysý
Rypoš lysý (Heterocephalus glaber) je hlodavec žijící ve východní Africe a jediný druh aktuálně klasifikovaný v rodu Heterocephalus. Je to jeden ze dvou známých druhů savců, kteří žijí eusociálním způsobem života (druhým je rypoš damarský). Má řadu neobvyklých vlastností, je neobyčejně přizpůsoben nehostinnému prostředí podzemí – počítaje v to například absenci receptorů bolesti na kůži (necítí bolest), termoregulace a pomalý metabolismus, takže je na svou velikost značně dlouhověký. Nebyla u něho také pozorována rakovina a ani nárůst úmrtnosti s věkem.

## Fyzický popis
Typický jedinec je 8–10 cm dlouhý a váží 30–35 g. Královny jsou větší a mohou vážit přes 50 g, nejtěžší až 80 g. Jsou velice dobře adaptováni na svou podzemní existenci. Oči jsou velmi malé, jejich schopnost vidět slabá. Nohy jsou tenké a krátké, navzdory tomu jsou schopni se v podzemí pohybovat stejně rychle vzad jako vpřed. Svoje velké vyčnívající zuby používají k hrabání, jejich rty jsou uzavřeny těsně za zuby, aby se zabránilo vnikání zeminy. Mají velmi málo chlupů (viz název) a svraštělou růžovou či nažloutlou kůži.
Jejich adaptace na omezený přísun kyslíku uvnitř chodeb, které jsou jejich prostředím: plíce jsou velice malé a krev je schopna velice silně vázat kyslík, zvyšujíc tak efektivitu absorpce kyslíku. Jejich velice nízká dechová frekvence a metabolický proces na zvíře jejich velikosti (okolo ⅔ myši srovnatelné velikosti), jim pomáhá vystačit s minimem kyslíku. V dlouhých obdobích hladu, například v období sucha, se jejich metabolismus sníží až o 25 %.
Při nedostatku kyslíku dokáže rypoš lysý jako jediný savec získávat energii spalováním fruktózy.

## Prostředí a zvyky

### Výskyt a prostředí
Rypoš lysý se přirozeně vyskytuje v sušších částech tropické savany východní Afriky, převážně v jižní Etiopii, Keni a Somálsku.
Společenství sestávající průměrně ze 75–90 jedinců žije společně v složitém systému chodeb v africké poušti. Systém chodeb vytvořených rypoši může celkem měřit 3–5 km.

### Sociální struktura a reprodukce
Rypoš lysý je jeden ze dvou druhů savců, kteří žijí eusociálně. Mají složitou sociální strukturu, ve které pouze jedna samice (královna) a jeden až tři samci plodí potomstvo, zatímco ostatní členové kolonie jsou dělníci. Stejně jako některá včelstva, dělníci jsou rozděleni do různých kast namísto skupin. Někteří primárně hloubí chodby, zvětšujíce tak síť již hotových chodeb, někteří (vojáci) chrání skupinu před vnějšími predátory.
Vztah mezi královnou a plodnými samci může přetrvat po mnoho let. Chování zvané potlačená reprodukce je předpokládanou příčinou neplodnosti ostatních samic. Znamená to, že neplodnost dělnic je pouze dočasná, nikoli vrozená. Královna žije 13–18 let a je extrémně nepřátelská vůči ostatním samicím chovajícím se jako královny, nebo produkujícím hormony pro přípravu na roli královny. Pokud královna zemře, další samice převezme její místo, někdy po krutém boji se sokyněmi.
Pravděpodobnou příčinou eusociálního chování rypošů je nedostatek přírodních zdrojů v jejich biotopu, který vytváří extrémní tlak na kooperaci při získávání potravy.

### Strava
Primární potravou jsou velmi velké hlízy (o váze až tisícinásobku váhy průměrného rypoše lysého), které nacházejí hluboko v podzemí při hloubení chodeb, stravují se však též vlastními výkaly. Jedna hlíza může zásobovat kolonii dlouhodobě i několik měsíců či let, protože ji vyhlodávají zevnitř, aby se hlíza regenerovala a dorůstala.
Symbiotická bakterie v jejich střevech jim pomáhá rozložit i vlákninu.